# Crisalide (Vola)
A Crisalide (Vola) (magyarul: Báb (Repülj!)) egy dal, amely San Marinót képviselte a 2013-as Eurovíziós Dalfesztiválon. A dalt a san marinói Valentina Monetta adta elő olasz nyelven Malmőben.
A dal címét és előadóját 2013. január 30-án jelentette be a san marinói műsorsugárzó.  a május 16-i elődöntőben. Az énekesnőnek ez volt sorozatban a második szereplése, ugyanis az ezt megelőző évben is ő képviselte a törpeállamot, és az ország addigi legjobb eredményét érte el Bakuban.
Az Eurovíziós Dalfesztiválon a dalt a május 16-án rendezett második elődöntőben adták elő, a fellépési sorrendben másodikként, a lett PeR Here We Go című dala után és a macedón Esma és Lozano Pred da se razdeni című dala előtt. Az elődöntőben 47 ponttal a tizenegyedik helyen végzett, így nem jutott tovább a döntőbe.
A következő san marinoi induló ismét Valentina Monetta volt Maybe című dalával a 2014-es Eurovíziós Dalfesztiválon.

## Külső hivatkozások
- Dalszöveg
- Videóklip. YouTube
- A dal előadása a 2013-as Eurovíziós Dalfesztivál második elődöntőjében. YouTube